# Чурбаков, Виктор Владимирович
Виктор Владимирович Чурбаков (4 июня 1948) — советский казахстанский биатлонист, тренер по биатлону мужской сборной Казахстана. Серебряная медаль в 1975 году на Чемпионате СССР и Чемпион Чемпионата СССР в 1976г. Мастер спорта СССР международного класса, заслуженный тренер Республики Казахстан.

## Биография
Представлял спортивное общество «Динамо» и город Алма-Ата.
На чемпионате СССР 1975 года завоевал серебряные медали в эстафете в составе сборной общества «Динамо». На следующем чемпионате страны, в 1976 году, стал победителем в индивидуальной гонке на 20 км.
После окончания спортивной карьеры перешёл на тренерскую работу, став старшим тренером мужской сборной Казахстана (1982—1998). Участвовал в Олимпийских играх 1994 году в Лиллихаммере и в 1998 году в Нагано, возглавляя тренерский штаб сборной Казахстана по биатлону..